# Slavomir di Moravia
Slavomir (in latino Sclagamarus; in ceco e in slovacco Slavomír; fl. IX secolo) è stato un duca della Grande Moravia, attivo nell'871.
Guidò una rivolta contro i Franchi che avevano annesso la Moravia durante l'incarcerazione del suo parente, Svatopluk I.

## Primi anni
Slavomir, secondo gli Annali di Fulda, era un membro della dinastia regnante morava, quella dei moimoridi. Pare fosse stato un allievo dei Santi Cirillo e Metodio che nell'863 erano giunti in Moravia dove stabilirono un istituto di istruzione superiore.
È possibile che Slavomir fosse uno degli "ostaggi di alto rango" che il suo parente, Rastislav, duca di Moravia, consegnò ai Franchi nell'864. In quell'anno, il vescovo Otgar di Eichstätt concesse un feudo vicino al confine franco-moravo a un certo nobile di etnia slava di nome Seimar, forse una variante ortografica di Slavomir. È concepibile che Ludovico il Germanico, re dei Franchi Orientali, pose Slavomir-Sleimar sotto la supervisione del vescovo Otgar e gli assegnò un feudo sotto forma di prebenda mentre serviva come pegno per la lealtà di Rastislav.

## Rivolta contro i Franchi
Rastislav fu fatto prigioniero e consegnato ai Franchi da suo nipote, Svatopluk I, nell'869 o 870. Tuttavia, lo stesso Svatopluk fu imprigionato nell'870 per ordine del figlio di Ludovico il Germanico, Carlomanno che nominò due signori teutonici, Guglielmo ed Engelschalk, per amministrare la Moravia. Credendo che Svatopluk fosse morto, i moravi selezionarono Slavomir come loro sovrano. Poiché Slavomir aveva in passato vestito i panni di sacerdote, la sua elezione indica forse che la dinastia regnante della Moravia non vedeva più eredi di sesso maschile a quel tempo.
Con Slavomir impegnato in rivolta, Carlomanno decise di utilizzare la strategia comune di sfruttare un comandante "barbaro" per scatenare la guerra contro un altro. A questo scopo liberò Svatopluk dalla prigione rimandandolo in Moravia con un grande esercito bavarese per deporre Slavomir. Una volta sul campo di battaglia, tuttavia, Svatopluk abbandonò le file dei franchi, unendosi a Slavomir, e sconfisse l'esercito che aveva appena lasciato. Fu in tal modo che Svatopluk divenne di nuovo il sovrano indiscusso della Moravia.
(Annali di Fulda (anno 871))